# San Felipe (Zambales)
San Felipe (Bayan ng San Felipe) är en kommun i Filippinerna. Kommunen ligger på ön Luzon, och tillhör provinsen Zambales. Folkmängden uppgår till 17 702 invånare.
San Felipe är indelat i 11 barangayer.